# صفار (كوكب غير شمسي)
صَفّار أو إبسلون اندروميدا B هو كوكب أضخم من المشتري يقع خارج المجموعة الشمسية في كوكبة المرأة المسلسلة على بعد حوالي 44 سنة ضوئية (13.5 فرسخ فلكي، أو ما يقرب من 4.163×1014 كم) من الأرض. يدور الكوكب في فلك يستغرق خمسة أيام حول نجم نظير للشمس اسمه تطوان.
اكتشف جيفري مارسي وبول بتلر كوكب صفار في حزيران سنة 1996، وهو واحد من أول المشتريات الحارة المكتشفة، كما أنه أيضاً واحد من الكواكب الأولى غير المؤكدة التي يتم اكتشافها مباشرة، بالإضافة إلى كونه أعمق كوكب معروف في نظام إبسلون اندروميدا الكوكبي.

## التسمية
وفقاً لقواعد تسمية النجوم في أنظمة النجوم الثنائية حيث تتم تسمية العنصرين A وB. وتحت نفس القواعد، أول كوكب اكتشف يدور حول υ اندروميدا A، يتم تسميتة υ اندروميدا Ab. على الرغم من هذا النموذج رسميا يستخدم أحيانا لتفادي الخلط مع النجم الثانوي υ اندروميدا B، حيث يشار إليه عادة باسم υ اندروميدا B.
سميت الكواكب الأخرى المكتشفة بالتريب كا التالي: (υ اندروميدا d , c, وe) وذلك حسب وقت الاكتشاف.
في يوليو 2014 أطلق الاتحاد الفلكي الدولي عملية لإعطاء أسماء الأعلام لبعض الكواكب الخارجية والنجوم التي تستضيفهم. تضمنت العملية مشاركة الجمهور لترشيح والتصويت لأسماء جديدة. في ديسمبر 2015، أعلن الاتحاد الفلكي الدولي الاسم الفائز الذي كان «صفار» لهذا الكوكب. قدم الاسم الفائز من قبل نادي علم الفلك فيغا المغربي، تكريما لعالم القرن الحادي عشر ابن الصفار.

## الاكتشاف
كمعظم الكواكب خارج المجموعة الشمسية المعروفة، تم الكشف عن صفار برصد التغيرات في قياس السرعة الشعاعية للنجم وأنها ناجمة عن جاذبية كوكب. وقد تم ذلك عن طريق عمل قياسات دقيقة لتأثير دوبلر لخطوط طيف النجم المضيف (تطوان). أعلن عن وجود الكوكب في يناير كانون الثاني عام 1997، جنبا إلى جنب مع الأعلان عن كوكب السرطان 55 b والكوكب الذي يدور حول نجم تاو العواء.
ومثل الكوكب الخارجي (51 الفرس الأعظم بي)، وهو أول كوكب خارج المجموعة الشمسية يكتشف في فلك حول نجم عادي. فإن مدار إبسلون اندروميدا بي قريب جداً من نجمه، أقرب من عطارد للشمس. وهذا الكوكب يستغرق 4,617 يوم لإكمال مدارة حول النجم. نصف المحور الرئيسي لمدار الكوكب يعادل 0.0595 وحدة فلكية.
انحصار السرعة الشعاعية يبين أن إبسلون اندروميدا بي (صفار) له الحد الأدنى من الكتلة التي يمكن العثور عليها. في حالة إبسلون اندروميدا بي هذا الحد الأدنى هو 68.7٪ من كتلة كوكب المشتري، ويعتقد اعتمادا على زاوية ميلان المدار، أن الكتلة الحقيقية قد تكون أكبر من ذلك بكثير.
ومع ذلك، وجد الفلكيون مؤخراً أن ميل المستوى المداري حوالي 25 درجة من ما يرجح أن تكون الكتلة الحقيقية حوالي 1.4 كتلة مشتري. ولا ينبغي افتراض أن الميل المتبادل المشترك في المستوى بين إبسلون اندروميدا سي وإبسلون اندروميدا دي عند 35 درجة.

## الخصائص الفيزيائية

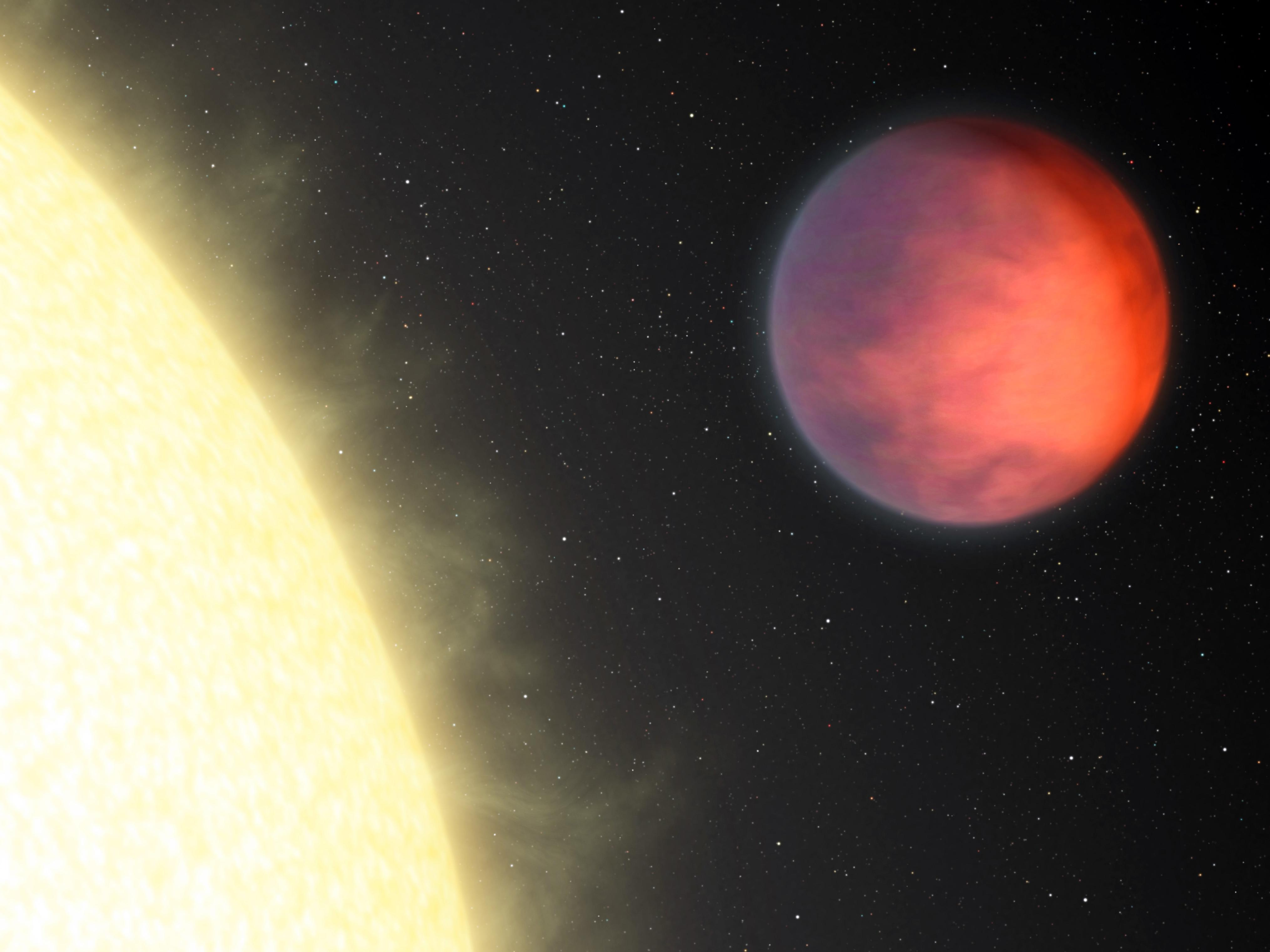
تصور فني للبقعة الساخنة، كما هو موضح بألوان البرتقالي

نظراً للكتلة العالية للكوكب، فمن المرجح أن إبسلون اندروميدا بي هو عملاق غازي وسطحه صلب. قاس مقراب سبيتزر الفضائي درجة حرارة الكوكب ووجد أن الفرق بين جانبي إبسلون اندروميدا بي حوالي 1400 درجة مئوية، تتراوح بين ناقص 20 إلى 230 درجة إلى حوالي 1400 إلى 1650 درجة مئوية.
وقد أدى الفرق في درجة الحرارة إلى تكهنات بأن إبسلون اندروميدا بي مقيد مديا مع نفس الجانب الذي يواجه دائمًاً النجم تطوان.
وافترض ديفيد سودارسكي أن هذا الكوكب يشبه كوكب المشتري في تكوينه وبيئته قريبة من الاتزان الكيميائي، وتوقع أن إبسلون اندروميدا بي لديه سحب تعكس السيليكات والحديد في الغلاف الجوي العلوي].
ومن غير المرجح أن يكون لهذا الكوكب أقمار كبيرة، بسبب قوى المد والجزر التي قد تخرجها من المدار أو يتم تدميرها على فترات زمنية قصيرة مقارنة بعمر النظام. ويبدو أن إبسلون اندروميدا بي مسؤولاً عن زيادة نشاط الغلاف اللوني على النجم المضيف.
تشير الملاحظات أن هناك «نقطة ساخنة» على النجم حول 169 ° درجة بعيداً عن نقطة الكواكب الفرعية. وهذا قد يكون نتيجة للتفاعلات بين المجالات المغناطيسية للكوكب والنجم.

## النظام الكوكبي
| رفيق (بترتيب النجوم) | كتلة              | نصف محور (AU)  | الفترة المدارية (يوم) | انحراف        | ميلان     | نق       |
| -------------------- | ----------------- | -------------- | --------------------- | ------------- | --------- | -------- |
| صفار                 | 0.62±0.09 مJ      | 0.0595±0.0034  | 4.62±0.23             | 0.022±0.007   | 30-90°    | —        |
| السمح                | 13.98+2.3 −5.3 مJ | 0.832±0.048    | 241.26±0.64           | 0.260±0.079   | 7.9 ± 1°  | —        |
| d (مجريطي)           | 10.25+0.7 −3.3 مJ | 2.53±0.15      | 1276.46±0.57          | 0.299±0.072   | 23.8 ± 1° | ~1.02 قم |
| e                    | 0.96±0.14 مJ      | 5.2456±0.00067 | 3848.86±0.74          | 0.0055±0.0004 | —         | —        |

## مقارنة مع الشمس
هذا المخطط يقارن بين الشمس وإبسلون اندروميدا.
| المعرّف           | حقبة (فلك) إحداثيات | حقبة (فلك) إحداثيات | البعد (س.ض) | التصنيف النجمي | درجة الحرارة (ك) | معدنية (dex) | العمر (مليار سنة) | ملاحظات |
| المعرّف           | مطلع مستقيم         | الميل               | البعد (س.ض) | التصنيف النجمي | درجة الحرارة (ك) | معدنية (dex) | العمر (مليار سنة) | ملاحظات |
| ---------------- | ------------------- | ------------------- | ----------- | -------------- | ---------------- | ------------ | ----------------- | ------- |
| الشمس            | —                   | —                   | 0.00        | G2V            | 5,778            | +0.00        | 4.6               | [ 24 ]  |
| إبسلون اندروميدا | 01سا 36د 47.8ث      | +41° 24′ 20″        | 44          | F8V            | 6213             | +0.09        | 3.12              |         |